# A1 Ethniki 2017-2018
La A1 Ethniki 2017-2018 è stata la 78ª edizione del massimo campionato greco di pallacanestro maschile.

## Regular season
|     | Squadra            | G  | V  | P  | PF   | PS   | Diff. | Pt. | Qualificazione           |
| --- | ------------------ | -- | -- | -- | ---- | ---- | ----- | --- | ------------------------ |
| 1.  | Panathīnaïkos      | 26 | 26 | 0  | 2404 | 1777 | +627  | 52  | playoffs                 |
| 2.  | Olympiakos         | 26 | 22 | 4  | 2245 | 1781 | +464  | 48  | playoffs                 |
| 3.  | Promitheas         | 26 | 17 | 9  | 2081 | 2013 | +68   | 43  | playoffs                 |
| 4.  | PAOK Salonicco     | 26 | 17 | 9  | 2063 | 1975 | +88   | 43  | playoffs                 |
| 5.  | AEK Atene          | 26 | 15 | 11 | 2082 | 2031 | +51   | 41  | playoffs                 |
| 6.  | Lavrio             | 26 | 14 | 12 | 2149 | 2110 | +39   | 40  | playoffs                 |
| 7.  | Kymi               | 26 | 14 | 12 | 2026 | 2032 | -6    | 40  | playoffs                 |
| 8.  | Kolossos Rodi      | 26 | 11 | 15 | 1934 | 1977 | -43   | 37  | playoffs                 |
| 9.  | Aris Salonicco     | 26 | 10 | 16 | 1754 | 1869 | -115  | 36  |                          |
| 10. | Rethymno           | 26 | 10 | 16 | 2047 | 2136 | -89   | 36  |                          |
| 11. | G.S. Larissa-Faros | 26 | 8  | 18 | 1927 | 2190 | -263  | 34  |                          |
| 12. | Paniōnios          | 26 | 7  | 19 | 1876 | 2078 | -202  | 33  |                          |
| 13. | Koroivos Amaliadas | 26 | 7  | 19 | 1824 | 2082 | -258  | 33  | retrocesse in A2 Ethniki |
| 14. | Aries Trikala      | 26 | 4  | 22 | 1802 | 2163 | -361  | 30  | retrocesse in A2 Ethniki |

## Playoff

### Tabellone
|  | Quarti di finale  | Quarti di finale  |                  |                   | Semifinali                | Semifinali                |  |  | Finale | Finale |
|  |                   |                   |                  |                   |                           |                           |  |  |        |        |
|  |                   |                   |                  |                   |                           |                           |  |  |        |        |
|  |                   |                   |                  |                   |                           |                           |  |  |        |        |
|  | 1. Panathīnaïkos  | 2                 |                  |                   |                           |                           |  |  |        |        |
|  | 1. Panathīnaïkos  | 2                 |                  |                   |                           |                           |  |  |        |        |
|  | 8. Kolossos Rodi  | 0                 |                  |                   |                           |                           |  |  |        |        |
|  | 8. Kolossos Rodi  | 0                 | 1. Panathīnaïkos | 3                 |                           |                           |  |  |        |        |
|  |                   |                   | 1. Panathīnaïkos | 3                 |                           |                           |  |  |        |        |
|  |                   | 4. PAOK Salonicco | 0                |                   |                           |                           |  |  |        |        |
|  | 4. PAOK Salonicco | 4. PAOK Salonicco | 0                | 2                 |                           |                           |  |  |        |        |
|  | 4. PAOK Salonicco |                   |                  | 2                 |                           |                           |  |  |        |        |
|  | 5. AEK Atene      | 0                 |                  |                   |                           |                           |  |  |        |        |
|  | 5. AEK Atene      | 0                 | 1. Panathīnaïkos | 3                 |                           |                           |  |  |        |        |
|  |                   |                   | 1. Panathīnaïkos | 3                 |                           |                           |  |  |        |        |
|  |                   | 2. Olympiakos     | 2                |                   |                           |                           |  |  |        |        |
|  | 2. Olympiakos     | 2. Olympiakos     | 2                | 2                 |                           |                           |  |  |        |        |
|  | 2. Olympiakos     |                   |                  | 2                 |                           |                           |  |  |        |        |
|  | 7. Kymi           | 0                 |                  |                   |                           |                           |  |  |        |        |
|  | 7. Kymi           | 0                 | 2. Olympiakos    | 3                 | Finale per il terzo posto | Finale per il terzo posto |  |  |        |        |
|  |                   |                   | 2. Olympiakos    | 3                 | Finale per il terzo posto | Finale per il terzo posto |  |  |        |        |
|  |                   | 3. Promitheas     | 0                |                   |                           |                           |  |  |        |        |
|  | 3. Promitheas     | 3. Promitheas     | 0                | 2                 | 3. Promitheas             | 0                         |  |  |        |        |
|  | 3. Promitheas     |                   |                  | 2                 | 3. Promitheas             | 0                         |  |  |        |        |
|  | 6. Lavrio         | 0                 |                  | 4. PAOK Salonicco | 3                         |                           |  |  |        |        |
|  | 6. Lavrio         | 0                 |                  |                   | 3                         |                           |  |  |        |        |
|  |                   |                   |                  |                   |                           |                           |  |  |        |        |
|  |                   |                   |                  |                   |                           |                           |  |  |        |        |

| A1 Ethniki 2017-2018     |
| ------------------------ |
| Panathīnaïkos 36º titolo |

## Formazione vincitrice
| Panathīnaïkos Superfoods 2017-18 | Panathīnaïkos Superfoods 2017-18 |
| Giocatori                        | Staff tecnico                    |
| -------------------------------- | -------------------------------- |

| N. | Naz.                                       | Ruolo | Nome                   | Anno | Alt.   | Peso   |  |
| -- | ------------------------------------------ | ----- | ---------------------- | ---- | ------ | ------ |  |
| 0  | Stati Uniti (bandiera)                     | C     | Chris Singleton        | 1989 | 206 cm | 104 kg |  |
| 3  | Stati Uniti (bandiera)                     | AP    | K.C. Rivers            | 1987 | 196 cm | 92 kg  |  |
| 5  | Stati Uniti (bandiera)                     | P     | Mike James             | 1990 | 185 cm | 86 kg  |  |
| 6  | Stati Uniti (bandiera)                     | AC    | Adreian Payne          | 1991 | 208 cm | 108 kg |  |
| 7  | Grecia (bandiera)                          | P     | Leuterīs Mpochōridīs   | 1994 | 196 cm | 91 kg  |  |
| 11 | Grecia (bandiera)                          | G     | Nikos Pappas           | 1990 | 196 cm | 98 kg  |  |
| 12 | Stati Uniti (bandiera)                     | G     | Marcus Denmon          | 1990 | 191 cm | 84 kg  |  |
| 14 | Stati Uniti (bandiera)                     | AG    | James Gist             | 1986 | 204 cm | 105 kg |  |
| 15 | Grecia (bandiera)                          | C     | Ian Vougioukas (C)     | 1985 | 211 cm | 123 kg |  |
| 16 | Grecia (bandiera)                          | G     | Giōrgos Kalaitzakīs    | 1999 | 199 cm | 73 kg  |  |
| 19 | Lituania (bandiera)                        | P     | Lukas Lekavičius       | 1994 | 180 cm | 76 kg  |  |
| 22 | Stati Uniti (bandiera)                     | AG    | Kenny Gabriel          | 1989 | 205 cm | 95 kg  |  |
| 23 | Stati Uniti (bandiera) · Grecia (bandiera) | AC    | Zach Auguste           | 1993 | 208 cm | 110 kg |  |
| 24 | Stati Uniti (bandiera) · Belgio (bandiera) | AP    | Matt Lojeski           | 1985 | 198 cm | 92 kg  |  |
| 33 | Stati Uniti (bandiera) · Grecia (bandiera) | P     | Nick Calathes          | 1989 | 196 cm | 97 kg  |  |
| 43 | Grecia (bandiera)                          | AP    | Thanasīs Antetokounmpo | 1992 | 201 cm | 98 kg  |  |
| 44 | Grecia (bandiera)                          | AG    | Kōnstantinos Mītoglou  | 1996 | 210 cm | 116 kg |  |

| Allenatore |
| - Xavi Pascual |
| Assistente/i |
| - Adamantios Panagiotopoulos - Nikos Pappas - Giōrgos Vovoras - Íñigo Zorzano Legenda - (C) Capitano - (IN) Inattivo - Infortunato |

## Premi e riconoscimenti
- A1 Ethniki MVP:  Nick Calathes, Panathīnaïkos
- A1 Ethniki MVP finali:  Mike James, Panathīnaïkos
- A1 Ethniki allenatore dell'anno:  Xavier Pascual Vives, Panathīnaïkos
- A1 Ethniki Difensore dell'anno:  Nick Calathes, Panathīnaïkos
- A1 Ethniki miglior giovane:  Antōnīs Koniarīs, PAOK Salonicco
- Quintetto ideale della A1 Ethniki:
  -  Nick Calathes, Panathīnaïkos
  -  Thaddus McFadden, Kymi
  -  McKenzie Moore, Lavrio
  -  Chris Singleton, Panathīnaïkos
  -  Nikola Milutinov, Olympiakos

## Squadre greche nelle competizioni europee
| Squadra        | Competizione     | Andamento         |
| -------------- | ---------------- | ----------------- |
| Olympiakos     | Euroleague       | Playoff           |
| Panathīnaïkos  | Euroleague       | Playoff           |
| AEK Atene      | Champions League | Campione          |
| PAOK Salonicco | Champions League | Ottavi di finale  |
| Aris Salonicco | Champions League | Stagione regolare |